# Jenny Agutter
Jennifer Ann Agutter (Taunton, Inglaterra, 20 de diciembre de 1952) es una actriz británica ganadora de los premios BAFTA y los Emmys. Agutter es más conocida por interpretar a la agente de la sección K Tessa Phillips en la serie de televisión británica Spooks. También es conocida por interpretar a Alex Price en Un hombre lobo americano en Londres y a Jessica en Logan's Run.

## Biografía
Jenny nació en Taunton, Somerset, y es hija de Derek Brodie Agutter, un oficial del Ejército británico, y de Catherine "Kit" Agutter; de niña vivió en diferentes países, entre ellos Chipre, Singapur, Dhekelia, Kuala Lumpur y Malasia. A su regreso a Inglaterra, estudió en la escuela de ballet Elmhurst y a los once años obtuvo un rol en la película de Walt Disney Ballerina, donde interpretó a una joven bailarina.
Agutter vivió un tiempo en Los Ángeles. En 1989, mientras asistía a un festival de arte en Bath, conoció al sueco Johan Tham, un hotelero, que en ese momento era director del hotel Cliveden en Berkshire.
En octubre de 2012 Jenny recibió la condecoración OBE por su trabajo con organizaciones de caridad.

### Relaciones
El 4 de agosto de 1990 se casó con Johan Tham y el 25 de diciembre de 1990 nació su hijo Jonathan. Agutter junto a su familia vive en Camberwell, Londres. Jenny mide 5' 7" (1,70 m). Jenny es una gran amante de Cornualles, junto con su familia viven en Cornualles. Una vez durmió en las calles de Londres para hablar por las personas que estaban en situaciones difíciles y estaban sin hogar.
En 1980, junto a sus compañeros actores Judy Geeson, Ian McKellen, Timothy Dalton y Olivia Hussey, se ofreció de voluntaria para enseñar a niños en Watts, Los Ángeles, acerca de Shakespeare.
Mantiene una buena amistad con el actor Peter Firth, con quien ha trabajado en la obra teatral Equus y en la serie Spooks.

## Carrera
Jenny apareció en tres versiones diferentes de "The Railway Children" (la serie de televisión en 1967, la película en 1970 y la película en el 2000). En 1971 apareció en Walkabout y en BBC Play of the Month donde interpretó a Any. En 1975 apareció como invitada en las series Thriller, Shadows y en A Legacy como Melanie Merz. En 1976 apareció en la película de ciencia ficción La fuga de Logan. En 1977 participó en The Six Million Dollar Man donde interpretó a la doctora Leah Russell. Un año después en 1978 apareció en Amore, piombo e furore donde interpretó a Catherine Sebanek y participó en Dominique como Ann Ballard.
En 1979 interpretó a Priscilla Mullins en Mayflower: The Pilgrims' Adventure y participó en BBC2 Playhouse como la señorita P. Jackson. En 1980 apareció en la miniserie Beulah Land, al año siguiente apareció en las películas The Tragedy of Othello, the Moor of Venice como Desdemona, en Amy donde interpretó a Amy Medford, en Late Flowering Love donde interpretó a Joan Hunter Dunn. En 1981 actuó en An American Werewolf in London donde dio vida a la enfermera Alex Price.
En 1982 apareció en Donna giusta, La donde interpretó a Purse Snathching Victim, sin embargo no sale en los créditos; dos años más tarde apareció en Secret Places como Miss Lowrie. En 1985 apareció en Love's Labour's Lost como Rosaline y en Silas Marner: The Weaver of Raveloe donde interpretó a Nancy Lammeter, en la película compartió créditos con el actor Ben Kingsley. En 1989 apareció en un episodio de Dear John donde interpretó a Sarah.
En 1990 participó en varios proyectos entre ellos Not a Penny More, Not a Penny Less como Jill Albery, TECX como Kate Milverton papel que interpretó en siete episodios, también apareció en Darkman y en The Outsiders como Maria Rogers. Al año siguiente apareció en Boon donde dio vida a Melissa Dewar.
Entre 1992 y 1995 Jenny participó en varios proyectos, entre ellos The Good Guys como Grizel, en Freddie as F.R.O.7 donde prestó su voz para interpretar a Daffers, en las series de televisión Red Dwarf como la profesora Mamet y Shakespeare: The Animated Tales donde dio vida a Hermione.
En 1994 participó en la serie de televisión The All New Alexei Sayle Show donde interpretó a una científica durante el episodio "Drunk in Time'". En 1995 compartió créditos con los actores Catherine Zeta-Jones y Ewan McGregor en Blue Juice. En 1996 se unió al elenco de September donde trabajó junto a Jacqueline Bisset y Michael York.
Entre 1996 y el 2001 apareció en series de televisión como And the Beat Goes On donde interpretó a Connie Fairbrother Spencer, en Heartbeat como Susannah Temple-Richards- También apareció en Summer of Love y en  A Respectable Trade.
En 1998 apareció en Bramwell: Our Brave Boys y Bramwell: Loose Women, en ambas interpretó a Mrs. Bruce. En el 2001 apareció en la película At Dawning donde interpretó a la esposa de Victori (Yvan Attal).
En 2004 participó en The Inspector Lynley Mysteries y en Agatha Christie Marple: 4.50 from Paddington. Al siguiente participó en series como New Tricks y en 2006 se unió al elenco de la serie Agatha Christie: Poirot y a Heroes and Villains como June. En el 2012 obtuvo un papel secundario en la exitosa película norteamericana The Avengers donde interpretó a un miembro del consejo de la seguridad mundial. En el 2014 Jenny apareció en la película Captain America: The Winter Soldier donde volvió a interpretar al miembro del consejo.

## Filmografía

### Películas
| Año  | Programa                                     | Personaje                  | Notas                                                                                |
| ---- | -------------------------------------------- | -------------------------- | ------------------------------------------------------------------------------------ |
| 1964 | East of Sundan                               | Asua                       | actuó a los 11 años - junto a Anthony Quayle & Sylvia Syms                           |
| 1966 | A Man Could Get Killed                       | Linda Frazier              | junto a James Garner                                                                 |
| 1967 | Long After Summer                            | Johanna                    | junto a John Bingham, Charles Carson, John Collin & Annette Crosbie                  |
| 1968 | Star!                                        | Pamela Roper               | junto a Julie Andrews & Richard Crenna                                               |
| 1968 | Gates to Paradise                            | Maud                       | junto a Lionel Stander, Mathieu Carrière & John Fordyce                              |
| 1969 | I Start Counting                             | Wynne                      | junto a Bryan Marshall, Clare Sutcliffe & Simon Ward                                 |
| 1970 | The Railway Children                         | Roberta "Bobbie" Waterbury | junto a Dinah Sheridan, Bernard Cribbins, Sally Thomsett & Gary Warren               |
| 1970 | The Great Inimitable Mr. Dickens             | -                          | junto a Anthony Hopkins                                                              |
| 1971 | The Snow Goose                               | Anna Firth                 | junto a Richard Harris                                                               |
| 1971 | Walkabout                                    | Joven                      | junto a Luc Roeg, David Gulpilil & John Meillon                                      |
| 1972 | A War of Children                            | Maureen Tomelty            | junto a Vivien Merchant, John Ronane, Danny Figgis & Anthony Andrews                 |
| 1972 | Shelley                                      | Mary Shelley               | junto a Peter Bowles, Nicolas Chagrin, David Dundas & Robert Powell                  |
| 1976 | The Eagle Has Landed                         | Molly                      | junto a Michael Caine, Donald Sutherland & Robert Duvall                             |
| 1976 | Logan's Run                                  | Jessica                    | junto a Michael York & Farrah Fawcett                                                |
| 1977 | Equus                                        | Jill Mason                 | junto a Peter Firth & Richard Burton                                                 |
| 1977 | The Man in the Iron Mask                     | Louise de la Vallière      | junto a Richard Chamberlain, Patrick McGoohan e Ian Holm                             |
| 1979 | The Riddle of the Sands                      | Clara                      | junto a Michael York                                                                 |
| 1980 | Sweet William                                | Ann Walton                 | junto a Sam Waterston                                                                |
| 1981 | Amy                                          | Amy Medford                | junto a Barry Newman                                                                 |
| 1981 | An American Werewolf in London               | Enfermera Alex Price       | junto a Griffin Dunne & David Naughton                                               |
| 1981 | The Survivor                                 | Hobbs                      | junto a Robert Powell & Joseph Cotten                                                |
| 1984 | This Office Life                             | Pam                        | junto a Rosemary Leach                                                               |
| 1987 | Amazon Women on the Moon                     | Cleopatra                  | aparece en el promo de Anthony & Cleopatra                                           |
| 1988 | Max's Christmas                              | -                          | prestó su voz - junto a Rex Robbins                                                  |
| 1989 | Dark Tower                                   | Carolyn Page               | junto a Michael Moriarty, Carol Lynley, Theodore Bikel & Kevin McCarthy              |
| 1990 | Child's Play 2                               | Joanne Simpson             | junto a Brad Dourif, Alex Vincent & Christine Elise                                  |
| 1990 | King of the Wind                             | Hannah Coke                | junto a Richard Harris & Glenda Jackson                                              |
| 1994 | Romeo & Juliet                               | Lady Capulet               | junto a Jonathan Firth, Ben Daniels & Alexis Denisof                                 |
| 2000 | The Railway Children                         | Madre                      | junto a Jemima Rooper, Michael Kitchen & Richard Attenborough                        |
| 2004 | Agatha Christie Marple: 4.50 from Paddington | Agnes Crackenthorpe        | junto a Geraldine McEwan, David Warner, Niamh Cusack, Ben Daniels & Ciarán McMenamin |
| 2007 | The Magic Door                               | Bruja Negra                | junto a Patsy Kensit, Anthony Head & Aaron Johnson                                   |
| 2007 | Irina Palm                                   | Jane                       | junto a Marianne Faithfull, Miki Manojlovic, Kevin Bishop & Siobhan Hewlett          |
| 2008 | Act of God                                   | Catherine Cisco            | junto a David Suchet & Max Brown                                                     |
| 2008 | Intercom                                     | Mrs. Henley                | junto a Marc Warren                                                                  |
| 2009 | Koda                                         | Francess                   | corto - junto a Philip Gawthorne, Slaine Kelly & Michael Maloney                     |
| 2009 | Glorious 39                                  | Maud (madre de Anne)       | junto a Romola Garai, David Tennant & Jeremy Northam, Bill Nighy                     |
| 2010 | Burke and Hare                               | Lucy                       | junto a Christopher Lee e Isla Fisher                                                |
| 2011 | Golden Brown                                 | Sarah                      | junto a Eleanor James                                                                |
| 2011 | The Mapmaker                                 | Isabel                     | corto - junto a Charles Dance, Harry Eden & Rachel Hurd-Wood                         |
| 2011 | Weighed In: The Story of the Mumper          | Shirley Baxter             | junto a Bob Hoskins & Vincent Regan                                                  |
| 2012 | The Avengers                                 | Miembro del Consejo        | junto a Chris Evans                                                                  |
| 2012 | Outside Bet                                  | Shirley Baxter             | junto a Bob Hoskins & Vincent Regan                                                  |
| 2012 | Not Only Angels Can Fly                      | Suzy                       | -                                                                                    |
| 2014 | Captain America: The Winter Soldier          | Miembro del Consejo        | junto a Chris Evans, Cobie Smulders & Robert Redford                                 |
| 2015 | Queen of the Desert                          | Florence Bell              | junto a Nicole Kidman, James Franco & Robert Pattinson                               |

### Series de televisión
| Año             | Título                     | Personaje             | Notas                                  |
| --------------- | -------------------------- | --------------------- | -------------------------------------- |
| 1965            | The Newcomers              | Kirsty Kerr           |                                        |
| 1966            | Disneyland                 | Ingrid Jensen         | 2 episodios                            |
| 1967            | Boy Meets Girl             | Joana                 | episodio "Long After Summer"           |
| 1968            | The Railway Children       | Roberta Faraday       | 7 episodios                            |
| 1971            | The Snow Goose             | Anna Firth            | junto a Richard Harris                 |
| 1971            | The Ten Commandments       | Bess Clark            | episodio "As Many as Are Here Present" |
| 1974            | Thriller                   | Dominie Lanceford     | episodio "Kiss Me and Die"             |
| 1977            | The Six Million Dollar Man | Dra. Leah Russell     | 2 episodios                            |
| 1985            | Magnum, P.I.               | Krista Villeroch      | episodio "Little Games"                |
| 1986            | Murder, She Wrote          | Margo Claymore        | episodio "One White Rose for Death"    |
| 1986 - 1987     | The Twilight Zone          | Jacinda/Morgan Le Fay | 2 episodios                            |
| 1989            | Dear John                  | Sarah                 | episodio "The British Are Coming"      |
| 1989            | The Equalizer              | Lauren Demeter        | episodio "The Visitation"              |
| 1990            | Dream On                   | Amanda Morrison       | episodio "No Deposit, No Return"       |
| 1990            | TECX                       | Kate Milverton        | 7 episodios                            |
| 1990            | The Outsiders              | Maria Rogers          | episodio "Pilot"                       |
| 1995            | The Buccaneers             | Elizabeth Dorling     | 4 episodios                            |
| 1998            | Bramwell                   | Mrs. Bruce            | 2 episodios                            |
| 2002 - 2003     | Spooks                     | Tessa Phillips        | 8 episodios                            |
| 2004 - 2006     | The Alan Clark Diaries     | Jane Clark            | 6 episodios                            |
| 2005            | New Tricks                 | Yvonne Barrie         | episodio # 2.1                         |
| 2006            | Agatha Christie's Poirot   | Adela Marchmont       | episodio "Taken at the Flood"          |
| 2007            | Equus                      | Hester Salomon        | junto a Daniel Radcliffe               |
| 2007            | Diamond Geezer             | Vanessa               | episodio "A Royal Affair"              |
| 2008            | The Invisibles             | Barbera Riley         | 6 episodios                            |
| 2009            | Midsomer Murders           | Isobel Chettham       | episodio "The Creeper"                 |
| 2009            | Monday Monday              | Jenny Mountfield      | 7 episodios                            |
| 2010            | Moving On                  | Jean                  | episodio "Skin Deep"                   |
| 2012            | True Love                  | Madre de Holly        | episodio "Holly"                       |
| 2012 - presente | Call the Midwife           | Hermana Julienne      | 42 episodios                           |

### Teatro
| Año         | Programa  | Personaje      | Director (a) | Teatro                 | Notas                                                  |
| ----------- | --------- | -------------- | ------------ | ---------------------- | ------------------------------------------------------ |
| 1997 - 1998 | Peter Pan | Mrs Darling    | John Caird   | Royal National Theatre | junto a Ian McKellen, Daniel Coonan & Anthony Venditti |
| 2007        | Equus     | Hester Salomon | -            | -                      | junto a Daniel Radcliffe                               |

## Premios y nominaciones
| Año  | Categoría                        | Premio           | Película/Serie/Obra            | Resultado |
| ---- | -------------------------------- | ---------------- | ------------------------------ | --------- |
| 1972 | Mejor actriz de reparto en Drama | Emmy Award       | The Snow Goose                 | Ganó      |
| 1978 | Mejor actriz de reparto          | BAFTA Film Award | Equus                          | Ganó      |
| 1981 | Mejor actriz                     | AFI Award        | The Survivor                   | Nominada  |
| 1982 | Mejor actriz                     | Saturn Award     | An American Werewolf in London | Nominada  |